# Postmodernità
Con il termine postmodernità si intendono tutte le trasformazioni sociali che hanno profondamente modificato le condizioni di vita nel mondo a partire dagli anni Sessanta del XX secolo e che hanno portato a definire il concetto di società postmoderna, seguendo la denominazione proposta da Jean-François Lyotard.

## Caratteri fondamentali
La rapidità e profondità dell'evoluzione dei modi di vita "quotidiani", determinata dalle innovazioni tecnologiche, rappresenta una novità assoluta nella storia umana, velocemente l'umanità si interconnette formando una rete di rapporti che si estende progressivamente coprendo l'intero pianeta.
Le trasformazioni antropologiche ed ecologiche globali, dovute all'interazione tra i diversi fattori evolutivi (sociali, culturali, economici, tecnologici) sono di un'ampiezza senza precedenti.
Studiosi di diverse discipline (antropologi, sociologi, biologi) stimano che i mutamenti in atto stiano modificando, in modo irreversibile, il modo di vivere quotidiano, nonché il modo di pensare e di percepire il mondo e la convivenza umana.
Fondamentali fattori positivi come la riduzione del tasso di povertà e di analfabetismo, l'emancipazione delle donne, le nuove tecnologie a basso impatto ambientale, la diffusione del benessere in molti paesi, possono orientare questa fase di grande sviluppo verso forme più civili della convivenza umana.

## Miglioramento delle condizioni di vita
All'inizio del Novecento circa il 60% della popolazione mondiale viveva in condizioni valutate (stime ONU) di povertà estrema: in maggioranza si trattava di agricoltori analfabeti che disponevano di mezzi di produzione molto limitati ed erano esclusi dai grandi circuiti commerciali. Nonostante l'arretratezza sociale ed economica di cui soffrono ancora molti Paesi in via di sviluppo, le condizioni di vita della maggior parte della popolazione sono notevolmente migliorate e molti paesi si sono stabilmente inseriti ed allineati nel ciclo internazionale della crescita economica e culturale.
La percentuale di persone in condizioni in povertà estrema era, nel 1981, scesa al 40% della popolazione globale. Nel 2001 questa percentuale si è dimezzata.
Il miglioramento delle condizioni di vita è rilevante in quasi tutti i paesi dell'Asia, mentre nell'Africa sub-sahariana non si rileva ancora uno sviluppo stabile.

### Aspettative di vita alla nascita

Aspettative di vita in alcuni paesi del mondo dal 1950

Nel 1960 le aspettative di vita media della popolazione mondiale era di 50 anni. Quarantacinque anni dopo (nel 2004) avevano raggiunto i 67 anni. In meno di cinquant'anni l'incremento è stato quindi di oltre il 30%.
In particolare il miglioramento delle condizioni sanitarie e la decisa riduzione della mortalità infantile hanno determinato un balzo in avanti, in solo 40 anni, delle aspettative medie di vita nei paesi a reddito medio (attualmente 70 anni). 
Nei paesi con reddito elevato il prolungarsi della vita media (attualmente circa 80 anni) ben oltre il tradizionale periodo di "vita lavorativa" causa problemi sociali ed economici.

### Diffusione universale dell'alfabetizzazione ed emancipazione delle donne
La diffusione della capacità di leggere e scrivere è ormai (2004) quasi universale: attualmente risultano alfabetizzati circa l'80% degli uomini adulti e il 73% delle donne adulte. La scolarizzazione delle nuove generazioni raggiunge l'87%. 
Di grande importanza sociale è la rapida crescita della scolarizzazione delle donne e la loro progressiva emancipazione e crescente presenza nel mondo del lavoro. Questi profondi mutamenti sociali costituiscono uno dei motori primari del decollo economico dei paesi meno sviluppati.
L'emancipazione delle donne ha conseguenze importanti sul controllo della fecondità. Quando il tasso di scolarizzazione e il tasso di occupazione delle donne aumentano, il tasso di fecondità cala rapidamente e tende a stabilizzarsi attorno al livello di riproduzione fisiologica di 2,1 figli per donna. Alcuni demografi ritengono, di conseguenza, che la popolazione mondiale potrebbe stabilizzarsi nel giro di pochi decenni, a un livello compatibile con le risorse naturali del pianeta.

## Diffusione dei mezzi di comunicazione
La popolazione mondiale dispone ormai di una rete di "mezzi di comunicazione passiva" (radio, televisione) che copre l'intero globo terrestre.
Inoltre gran parte della popolazione dispone di "mezzi di comunicazione attiva" (telefoni fissi e mobili). I collegamenti via Internet si sonno diffusi con grande rapidità: 140 utenti di Internet ogni mille abitanti nel 2004.
La diffusione di queste tecnologie rimodella i fondamenti materiali della società. Il sociologo Castells ritiene che queste tecnologie abbiano avviato una rivoluzione delle strutture produttive dei rapporti sociali e della vita quotidiana. Le nuove tecnologie di comunicazione costituiscono un determinante strumento di consenso che trasforma in modelli organizzativi dello Stato e della politica. Il sistema di potere diventa meno visibile ma più pervasivo, invade le coscienze e influenza le scelte e i modi di pensare.

## Crescita del PIL procapite ed evoluzione delle istituzioni politiche
Il generale miglioramento e il determinante ruolo degli strumenti tecnologici disponibili hanno permesso di aumentare di quasi una volta e mezza il PIL procapite in meno di mezzo secolo (1960-2005), con punte di oltre otto volte nell'area dell'Asia che comprende la Cina e il Giappone. Soltanto in pochi paesi, situati soprattutto nell'area subsahariana, la crescita del PIL procapite è stata molto lenta.
Dall'indagine demoscopica sui valori politici di un campione di popolazioni di 43 nazioni effettuata dal World Values Survey evidenzia che nessuno stato con reddito procapite al di sotto del livello di povertà disponeva di istituzioni democratiche o comunque libere. Mentre gli stati con reddito procapite molto elevato si collocavano nella quasi totalità tra i paesi democratici. Il successo economico ottenuto da paesi autoritari, situati prevalentemente in Asia, mostra che, almeno nel breve termine, "la crescita economica è indipendente dalla democraticità delle istituzioni politiche". Tuttavia (...) lo sviluppo economico favorisce lo sviluppo di istituzioni democratiche a condizione che esso apporti dei [rilevanti] cambiamenti nella cultura e nelle strutture sociali".

## Globalizzazione

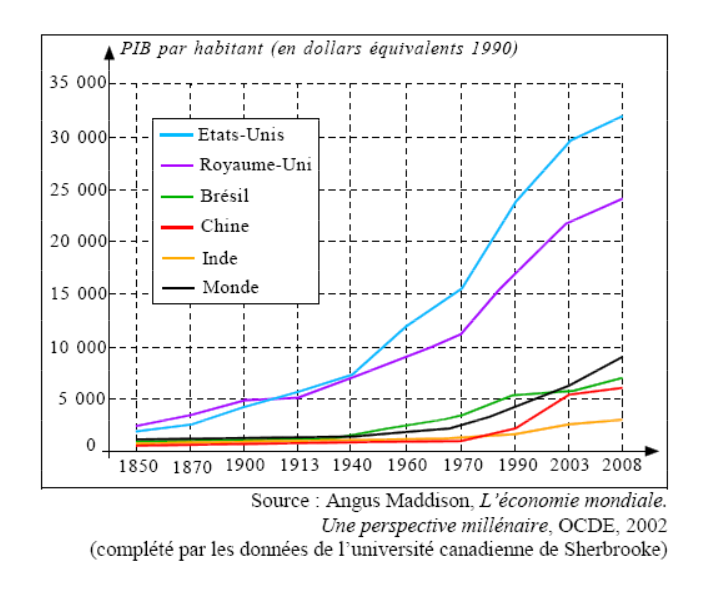
Evoluzione del prodotto interno lordo di alcune nazioni e quello medio del mondo da 1850 al 2008

A partire dal secondo dopoguerra la produzione mondiale (espressa in prodotto interno lordo) è aumentata di circa cinque volte, mentre gli scambi commerciali tra i diversi paesi sono aumentati, nello stesso periodo, di decine di volte.
Questo dato dà la misura dell'intensità dell'interconnessione che lega gli Stati del mondo intero.
La globalizzazione economica ha raggiunto i confini del mondo fisico e progressivamente modella anche i modi di vita e di consumo delle diverse società.
Sulla base di molteplici rilevazioni statistiche, la società di ricerche KOF ha elaborato una serie di indicatori sui livelli di globalizzazione sia sociale che economica. Questi indicatori mostrano uno sviluppo crescente delle reti di interconnessione individuali, sociali e degli scambi di merci. 
I nuovi flussi dei rapporti internazionali hanno ridotto il ruolo e le funzioni delle istituzioni politiche tradizionali con conseguenze a volte negative per la stabilità sociale.

### Tensioni sociali e rifiuto del cambiamento
Stabilità (o lenta evoluzione) sono stati sostituiti da inarrestabili e irreversibili trasformazioni.
Di conseguenza, individui e comunità percepiscono un elevato grado di insicurezza che si diffonde a ogni livello di vita.
Masse crescenti di persone si sentono minacciate a causa di cambiamenti che modificano la vita materiale (lavoro, reddito, residenza), psichica (rapporti personali) e culturali (necessità continua di aggiornare conoscenze e capacità professionali - divario digitale).
L'emancipazione (alfabetizzazione, reddito procapite crescente, mezzi di comunicazione universali, nuova posizione sociale delle donne) delle masse ha eroso il tradizionale ruolo delle élite.
Aumento del potere delle masse e interdipendenza economica e finanziaria hanno indebolito il tradizionale ruolo regolatore dei singoli Stati. 
La velocità dell'evoluzione sociale e culturale travolge antiche consuetudini di vita, credenze religiose, ancestrali convinzioni morali e radicati opinioni politiche. Il timore verso un futuro mutevole e sconosciuto causa un rifiuto culturale che sta alla base di ogni forma di fondamentalismo. L'opposizione alle nuove condizioni di vita è motivata anche dalle crescenti disuguaglianze economiche: "lo scarto tra le ricchezze del Nord e del Sud del mondo si è moltiplicato per cinque a partire dal XX secolo").

### Rottura degli equilibri naturali
Moltiplicando la crescita della popolazione con la crescita del reddito procapite e dei consumi, si ha la misura dell'impatto che in pochi decenni ha raggiunto i limiti della sopportabilità ambientale.
Il vertiginoso sviluppo della popolazione e dei consumi globali mette a rischio la continuità delle forme attuali di civiltà e convivenza sociale e l'abitabilità del nostro pianeta.
Le alternative esaminate dalle organizzazioni internazionali fanno intravedere la possibilità di una grave rottura dell'equilibrio naturale se l'intervento di correzione da parte dell'uomo con gli strumenti della politica, della scienza e dell'economia non verrà indirizzato verso un accettabile equilibrio del rapporto con la natura.

### Fonti
- World Bank: World Development Indicators Online database
- World Bank: Social Indicators of Development 2004
- World Bank: Data & Statistics, 2001
- World Bank: International Telecommunications Union
- Human Development Index
- ONU Yearbook 2004
- World Values Survey
- Eurobarometro
- International Monetary Fund: World Economic and Financial Survey 2006
- UNESCO/OECD: World Education Indicators Programme 1999
- United Nations Development Program: Human Development Report 2004
- United Nations Population Division: World Population Prospect, 2000